# Pteromalus rhinthon
Pteromalus rhinthon är en stekelart som beskrevs av Walker 1844. Pteromalus rhinthon ingår i släktet Pteromalus och familjen puppglanssteklar. Arten är reproducerande i Sverige. Inga underarter finns listade i Catalogue of Life.